# Вольтовський Борис Іовлевич
Борис Іовлевич Вольтовський (рос. Борис Иовлевич Вольтовский; 11 липня 1906, Санкт-Петербург — 24 вересня 1983, Київ) — український радянський партійний і державний діяч. Член ЦК КПУ в 1954–1971 роках. Обирався депутатом Верховної Ради УРСР 6-го скликання (1963–1967 роки), депутатом Верховної Ради СРСР 4—5 і 7-го скликань.

## Біографія
Народився 11 липня 1906 року в Санкт-Петербурзі в родині робітника-електромонтера. Українець. Трудову діяльність розпочав у 1920 році, наймитував у заможних селян. У 1923 році закінчив Майнівську сільськогосподарську профшколу на Чернігівщині.
У 1927 році закінчив Харківський інститут зернових культур.
У 1927–1930 роках працював агрономом та завідувачем школи селянської молоді в селі Ковалівці Ковалівського району Полтавської округи.
У 1930–1933 роках проходив службу в лавах Червоної армії.
У 1933–1935 роках — науковий співробітник Науково-дослідного інституту колгоспного будівництва у Києві.
У 1935–1941 роках — агроном Київського сільськогосподарського музею; начальник планового відділу, головний агроном Київського обласного земельного відділу.
Член ВКП(б) з 1940 року.
У 1941–1945 роках брав участь у німецько-радянській війні, служив на командних посадах у бронетанкових військах.
У 1945–1946 роках — заступник завідувача, в (затв. у вересні) 1946–1951 роках — завідувач сільськогосподарського відділу Київського обласного комітету КП (б) України.
У 1951 – січні 1954 року — 1-й заступник голови виконавчого комітету Київської обласної ради депутатів трудящих.
З січня 1954 по 6 лютого 1960 року — 1-й секретар Черкаського обласного комітету КП України.
З 5 лютого 1960 по 9 серпня 1962 рік — заступник голови Ради Міністрів Української РСР.
16 квітня — 19 червня 1962 року — виконувач обов'язків голови виконавчого комітету Сумської обласної ради депутатів трудящих. 19 червня 1962 — січень 1963 року — голова виконавчого комітету Сумської обласної ради депутатів трудящих.
У січні 1963 року — інспектор ЦК КПУ.
З січня 1963 по листопад (оф. 14 грудня) 1964 року — 1-й секретар Харківського сільського обласного комітету КП України.
З листопада до грудня 1964 року — інспектор ЦК КПУ.
З грудня 1964 по 12 червня 1967 року — 1-й секретар Сумського обласного комітету КП України.
З 8 червня 1967 по 11 квітня 1978 року — Голова Державного комітету РМ Української РСР по охороні природи.
З квітня 1978 року — персональний пенсіонер союзного значення.

Могила Бориса Вольтовського

Жив у Києві. Помер у вересні 1983 року. Похований в Києві на Байковому кладовищі (ділянка № 7).

## Нагороди
- три ордени Леніна (26.02.1958,)
- орден Жовтневої Революції
- орден Дружби народів (9.07.1976)
- орден Трудового Червоного Прапора (.07.1956)
- орден Червоного Прапора (7.11.1943)
- орден Червоної Зірки (31.01.1943)
- медаль «За бойові заслуги» (17.03.1942)
- медалі
- почесна грамота Президії Верховної Ради Української РСР (11.04.1978)